# Powiat Strzyżowski
Der Powiat Strzyżowski ist ein Powiat (Kreis) in der polnischen Woiwodschaft Karpatenvorland. Der Powiat hat eine Fläche von 503,36 km², auf der rund 60.000 Einwohner leben.

## Geografie
Der Powiat ist im Westen in der Woiwodschaft Karpatenvorland gelegen. Nachbarpowiate sind Dębica, Krosno, Jasło, Brzozów, Rzeszów und Ropczyce-Sędziszów.

## Gemeinden
Der Powiat umfasst fünf Gemeinden, davon eine Stadt-und-Land-Gemeinde sowie vier Landgemeinden.

### Stadt-und-Land-Gemeinde
- Strzyżów

### Landgemeinden
- Czudec
- Frysztak
- Niebylec
- Wiśniowa